# Rutas de América 2016
La 45.ª edición de Rutas de América (denominada Gran Premio Vera LTE), se disputó desde el 9 hasta el 14 de febrero de 2016.
La carrera que integró el calendario nacional uruguayo, siendo la 26.ª competencia de la temporada, fue organizada por el Club Ciclista Fénix y fiscalizada por la Federación Ciclista Uruguaya a través del CUJUCI (Colegio Uruguayo de Jueces de Ciclismo). 
Contó con seis etapas, una de ellas (la 5.ª) doble sector, disputándose primero un tramo en línea y posteriormente una contrarreloj.

## Equipos participantes
Un total de 33 equipos tomaron parte de la carrera, siendo 178 corredores los que iniciaron la prueba.

## Recorrido
El recorrido en principio contaría con una etapa más y estaba previsto comenzar el 8 de febrero uniendo Montevideo con la ciudad de Maldonado y al día siguiente Maldonado con Minas. Finalmente comenzó el 9 de febrero y partiendo de la sede del Club Ciclista Fénix hasta Minas en un trayecto de 141 kilómetros por las rutas 8, 9, pasaje por Pan de Azúcar, para luego encarar la ruta 60 hacia la capital minuana. La segunda etapa sobre 152,3 km se neutralizó hasta la ciudad canaria de San Ramón, y la partida se dio luego de cruzar el puente sobre el río Santa Lucía ya en el departamento de Florida. Por ruta 6 hacia el norte, al llegar al poblado de San Gabriel se tomó la ruta 56 con dirección a la capital departamental, para luego por ruta 5, pasar por Sarandí Grande y finalizar en Durazno.
Sin neutralización, la tercera jornada de 173,7 km partió de Durazno por ruta 5 al norte, en busca del Río Negro y la ciudad de Paso de los Toros donde se emprendió el retorno hacia la capital del Yí. Una vez en Durazno, se tomó por ruta 14 con dirección al final en la capital del departamento de Flores, la Santísima Trinidad de los Porongos donde cayó la bandera a cuadros. Al día siguiente, se neutralizaron los 60 km que distan de Trinidad a Cardona y desde ésta partió la 4.ª etapa de 178,8 km. Por ruta 2 hacia el sur y luego ruta 1 se llegó a la histórica ciudad de Colonia del Sacramento, donde luego de un breve pasaje se tomó por ruta 21 para finalizar en Carmelo, ciudad que acogió la caravana de Rutas de América, en el marco de los festejos de su bicentenario.

## Etapas
| Etapa | Fecha         | Recorrido                                    | km    | Ganador               | Líder                 |
| 1.ª   | 9 de febrero  | Montevideo-Minas                             | 141   | Héctor Fabián Aguilar | Héctor Fabián Aguilar |
| 2.ª   | 10 de febrero | San Ramón-Durazno                            | 152,3 | Matías Presa          | Héctor Fabián Aguilar |
| 3.ª   | 11 de febrero | Durazno-Paso de los Toros-Durazno-Trinidad   | 173,7 | Mauricio Moreira      | Héctor Fabián Aguilar |
| 4.ª   | 12 de febrero | Cardona-Carmelo                              | 178,8 | Mauricio Moreira      | Héctor Fabián Aguilar |
| 5.ª A | 13 de febrero | Carmelo-Colonia                              | 76,6  | Héctor Fabián Aguilar | Héctor Fabián Aguilar |
| 5.ª B | 13 de febrero | Colonia-Colonia                              | 29    | Néstor Pías           | Héctor Fabián Aguilar |
| 6.ª   | 14 de febrero | Juan Lacaze-Santa Lucía-Canelones-Montevideo | 179,1 | Héctor Fabián Aguilar | Héctor Fabián Aguilar |

## Clasificaciones finales

### Clasificación general
| Pos.         | Ciclista              | Equipo                 | Tiempo           |
| ------------ | --------------------- | ---------------------- | ---------------- |
| Malla blanca | Héctor Fabián Aguilar | Schneck-Alas Rojas     | 21 h 08 min 24 s |
| 2.º          | Roderick Asconeguy    | Amanecer               | a 1 min 33 s     |
| 3.º          | Carlos Cabrera        | Schneck-Alas Rojas     | a 1 min 43 s     |
| 4.º          | Fernando Méndez       | San Antonio de Florida | a 2 min 19 s     |
| 5.º          | Geovani Fernández     | C. C. Cerro Largo      | a 3 min 01 s     |
| 6.º          | Pablo Pintos          | C. C. Cerro Largo      | a 3 min 38 s     |
| 7.º          | Christian Larrama     | Arco Iris              | a 3 min 53 s     |
| 8.º          | Vanderlei Melchior    | Apuana                 | a 4 min 00 s     |
| 9.º          | Néstor Pías           | Schneck-Alas Rojas     | a 5 min 18 s     |
| 10.º         | Pablo Anchieri        | Estudiantes El Colla   | a 6 min 40 s     |

### Clasificación premio regularidad
| Pos.       | Ciclista              | Equipo                    | Puntos |
| ---------- | --------------------- | ------------------------- | ------ |
| Malla lila | Héctor Fabián Aguilar | Schneck-Alas Rojas        | 131    |
| 2.º        | Bilker Castro         | Club Ciclista Cerro Largo | 93     |
| 3.º        | Matías Presa          | Club Ciclista Cerro Largo | 69     |

### Clasificación premio esprínter
| Pos.        | Ciclista          | Equipo                         | Puntos |
| ----------- | ----------------- | ------------------------------ | ------ |
| Malla verde | Sandro Rodríguez  | Club Ciclista Ciudad de La Paz | 16     |
| 2.º         | Sixto Nuñez       | Estudiantes El Colla           | 10     |
| 3.º         | Ignacio Maldonado | San Antonio de Florida         | 7      |

### Clasificación premio cima
| Pos.       | Ciclista            | Equipo                 | Puntos |
| ---------- | ------------------- | ---------------------- | ------ |
| Malla roja | Fernando Méndez     | San Antonio de Florida | 16     |
| 2.º        | Ricardo Guedes      | Club Ciclista Amanecer | 14     |
| 3.º        | Vanderlei Maelchior | Apuana                 | 6      |

### Clasificación sub-23
| Pos.          | Ciclista           | Equipo                 | Tiempo           |
| ------------- | ------------------ | ---------------------- | ---------------- |
| Malla naranja | Anderson Maldonado | San Antonio de Florida | 21 h 17 min 46 s |
| 2.º           | Pablo Troncoso     | Club Atlético Progreso | a 1 min 19 s     |
| 3.º           | Mauricio Moreira   | Club Ciclista Fénix    | a 5 min 48 s     |

### Clasificación por equipos
| Pos. | Equipo                    | Tiempo           |
| ---- | ------------------------- | ---------------- |
| 1.º  | Schneck-Alas Rojas        | 63 h 31 min 19 s |
| 2.º  | Club Ciclista Cerro Largo | a 1 min 49 s     |
| 3.º  | San Antonio de Florida    | a 11 min 49 s    |
| 4.º  | Club Ciclista Amanecer    | a 16 min 33 s    |
| 5.º  | Club Atlético Progreso    | a 17 min 34 s    |